# Bésame Mucho
Bésame Mucho (nghĩa là "Hôn em thật nhiều") là một bài hát bolero được Consuelo Velázquez sáng tác năm 1940. Bài này đã được Trường Kỳ đặt lời tiếng Việt dưới nhan đề "Yêu nhau đi", Y Vân đặt lời dưới nhan đề "Đời là giấc mơ" Nguyễn Thừa Thiên đặt lời Việt dưới nhan đề " HÔN EM ĐI" và Phong Vũ dưới nhan đề "Giấc mơ xưa".

## Cảm hứng
Theo lời Velázquez, bà viết bài hát này ngay cả khi bà chưa từng hôn ai, và theo như bà nghe người ta nói thì hôn nhau là một tội lỗi. Bà lấy cảm hứng viết bài hát từ đoạn nhạc dương cầm "Quejas, o la Maja y el Ruiseñor" trong tổ khúc Goyescas của nhà soạn nhạc người Tây Ban Nha Enrique Granados mà về sau Granados đưa nó vào vở opera Goyescas (1916) dưới nhan đề "Aria of the Nightingale".

## Các phiên bản
Bài hát thoạt tiên được thu âm bởi Emilio Tuero, và sau đó được rất nhiều nghệ sĩ khác biểu diễn, trong đó có cả The Beatles. The Beatles chơi "Bésame Mucho" cùng 14 bài hát khác trong một lần thu âm không mấy thành công (Paul McCartney hát chính) cho hãng Decca Records tháng 1 năm 1962. Đến tháng 6 năm 1962, ban nhạc lại chơi "Bésame Mucho" cho lần thu âm với hãng EMI. Chương trình biểu diễn tháng 6 với tay trống đầu tiên Pete Best của The Beatles được đưa vào album tuyển tập Anthology 1. Bài "Bésame Mucho" cũng được đưa vào phim tài liệu Let It Be.
Bản nhạc kể trên được sử dụng làm nhạc nền cho rất nhiều bộ phim như Great Expectations, A toda máquina, Moon Over Parador, Sueños de Arizona, Arizona Dream, Moscow Does Not Believe In Tears, The Naked Gun 2½: The Smell of Fear, In Good Company và Mona Lisa Smile. Bài hát cũng được ca sĩ Sanjaya Malakar trình diễn trong cuộc thi tài năng âm nhạc "American Idol" by Sanjaya Malakar ngày 10 tháng 4 năm 2007.
Bài hát cũng được biết tới với các tên dịch sang tiếng khác như "Kiss Me Much", "Kiss Me a Lot", "Kiss Me Again and Again", "Embrasse-Moi" and "Stale Ma Bozkavaj".
"Bésame Mucho" còn được biểu diễn bởi:
| - Andrea Bocelli - Andy Russell - Arielle Dombasle - Art Pepper - Artie Shaw - Barney Wilen - The Beatles - Bobby Capo - Brave Combo - Caetano Veloso - Carmen McRae - Cesária Évora - Charo - Chris Isaak - The Coasters - Dalida - Dan Sartain - Daniel Santos - Danny Aiello - Dave Brubeck - David Coulter - The Dead Brothers - Dean Martin - Dennie Christian - Diana Krall - Dianne Reeves - Elvis Presley - Emilio Tuero - Eldar Djangirov - Esteban - Evgeniy Gartung - The Flamingos | - Frances Faye - Francis Goya - Frank Sinatra - Frankie Laine - Gadjo - Gato Barbieri - Grant Green - IMT Smile - Inka Karal - Javier Solis - João Gilberto - José Carreras - Josephine Baker - Juan García Esquivel - Julio Iglesias - Kermit Ruffins - Kitty Kallen - Las Perlas Del Son - Laura Fygi - Lepyansky Brothers - Lila Downs - Linda Ronstadt - Lisa Ono - Los Panchos - Lucho Gatica - Luis Miguel - Mantovani Orchestra - Mario Frangoulis - Maura Shaftoe - Matt Dusk - Michael Bublé - Michel Petrucciani | - Mireille Mathieu - Nana Mouskouri - Nat "King" Cole - Omara Portuondo - Paco de Lucía - Paul Mauriat - Pedro Infante - Pedro Vargas - Perez Prado - Placebo - Plácido Domingo - Ray Conniff - Richard Clayderman - Ruslana - Sumi Jo - Sanjaya Malakar - Sammy Davis Jr - Sarah Brightman - Sara Montiel - Stan Getz - Tania Libertad - Telefunka - Trio Los Panchos - The Ventures - Viktor Lazlo - Vương Tích - Wes Montgomery - Xavier Cugat |